# Româna, Olt
Româna este o localitate componentă a orașului Balș din județul Olt, Oltenia, România.

## Personalități locale
- Nicolae S. Petrulian (1902 - 1983), geolog, membru titular al Academiei Române.

 Acest articol despre o localitate din județul Olt este deocamdată un ciot. Puteți ajuta Wikipedia prin completarea lui.

Sat de o frumusețe rară cu păduri verzi de foioase, străbătut de râul Cungrea și cu celebrul copac,Tecul de la Ionicesti.